# Premier League Darts
Premier League Darts je šipkařský turnaj, který měl premiéru 20. ledna 2005 na Sky Sports. Liga se v posledních letech hraje každý týden od února do května, původně se jednalo o čtrnáctidenní turnaj. V prvních dvou letech se ho účastnilo 7 nejlepších šipkařů, v dalších letech se počet hráčů postupně navyšoval až na aktuálních 10 nejvýznamnějších jmen v rámci PDC. Každý rok se do turnaje automaticky kvalifikují 4 nejvýše umístění hráči v žebříčku PDC Order of Merit, dalších 6 vybere organizace dle svého uvážení. Šipkaři poté cestují po Evropě a hrají ve formátu „každý s každým“.
Nejúspěšnějším hráčem na turnaji je Phil Taylor, který si jej zahrál 13krát a 6krát dokázal vyhrát. Během prvních tří let nenašel přemožitele, až ve 4. ročníku a po 44 vítězných zápasech ho porazil James Wade, a to v prvním zápase sezóny 2008. Přesto dokázal Taylor ročník vyhrát, do finále se nedostal až další rok, kdy v semifinále nestačil na Mervyna Kinga, kterého ale ve finálovém zápase porazil James Wade. Phil Taylor své další tituly získal v letech 2010 a 2012. Do finále se ještě podíval v letech 2013 a 2016, v obou případech byl ale nad jeho síly Michael van Gerwen. Ten dokázal dále vyhrát turnaj v letech 2017 až 2019, v roce 2020 nicméně neprošel ani do playoff.
Premier League vyhrálo 7 hráčů, tabulku, která určuje, kdo si zahraje na závěrečném turnaji, ale ovládli jednoznačně Phil Taylor a Michael van Gerwen. V tabulce byl Taylor první ve všech prvních 8 ročnících, van Gerwen v 7 následujících. Toto pravidlo bylo porušeno až v roce 2020, kdy se na 1. místo probojoval Glen Durrant, van Gerwen skončil až šestý. V roce 2021 tuto část opět ovládl van Gerwen.

## Formát
Turnaje se v roce 2005 účastnilo 7 hráčů a hrálo se na 12 legů, přičemž odehrány musely být všechny, i když již bylo o vítězi rozhodnuto. Toto pravidlo bylo následující rok zrušeno. Během 10 večerů se každý utkal dvakrát s každým, za vítězství byly do tabulky udělovány dva body, za remízu jeden. Do play-off postoupili 4 nejlepší, semifinále se hrálo do 13. vítězného legu, finále do 16. legu. Do turnaje bylo pozváno 6 nejlepších hráčů na základě umístění v PDC Order of Merit, o sedmém hráči rozhodla divoká karta.
Od roku 2007 se do turnaje zapojilo 8 hráčů a hrálo se 14 soutěžních večerů, každý týden tak byly odehrány čtyři zápasy. Dva šipkaři se mohli do turnaje zapojit díky divoké kartě. Semifinále bylo hráno na 11 vítězných legů, finále na 16 vítězných. V roce 2009 bylo semifinále hráno na 10 vítězných a finále na 13 vítězných legů.
V roce 2010 se semifinále hrálo na 8 vítězných legů a finále na 10 vítězných legů. Nově se ale také hrálo o třetí místo, vítěz potřeboval k jeho získání 8 vyhraných legů.
V roce 2011 došlo ke změně nasazování hráčů do turnaje. Automaticky se kvalifikovali ti, kteří byli po mistrovství světa v žebříčku PDC Order of Merit na prvních čtyřech místech, dva šipkaře vybrala PDC a poslední dvojici Sky Sports, vysílatel turnaje. Stejný formát turnaje byl i o  rok později, zrušen byl ale zápas o třetí místo.
Do té doby největší změna formátu nastala v roce 2013, kdy se startovní pole rozrostlo na 10 hráčů, přičemž 6 z nich vybírala PDC na základě jejich výsledků v uplynulém období. V rámci ligy se hrálo do 7 vítězných zápasů nebo do remízy. Premier League byla také nově rozdělena do dvou fází – v té první nejprve každý odehrál s každým jeden zápas, poté dva nejhorší v žebříčku vypadli a druhou fázi hrálo ve stejném formátu zbývajících 8 šipkařů. Do semifinále opět postoupili čtyři nejlepší, kteří si v semifinále zahráli do 8 vyhraných legů, vítězové poté ve finále hráli na 10 vítězných (od roku 2015 10 a 11 legů).
Formát turnaje zůstal neměnný až do roku 2019. V tomto roce tři dny před zahájením turnaje odstoupil Gary Anderson, zůstalo tak pouze 9 hráčů, ke kterým se během první fáze každý večer přidal jeden vyzyvatel. Na konci fáze vypadl poslední šipkař tabulky. Ve druhé fázi se hrálo během sedmi večerů, každý šipkař tak hrál v jeden den jen jeden zápas. Druhá fáze se nově hrála na 8. vítězných legů nebo remízu. Formát play-off zůstal neměnný. Stejný formát byl i v roce 2020, který byl ale ovlivněný pandemií, v běžném režimu se odehrálo jen prvních 6 večerů, ostatní zápasy se odehrály v Milton Keynes ve dvou týdnech. V roce 2021 se formát vrátil do stavu v roce 2018.
V roce 2022 prošel formát turnaje největší změnou. Turnaje se opět účastnilo pouze 8 hráčů. Každý soutěžní večer se hrálo 7 zápasu, čtvrtfinále, semifinále a finále – vítěz všech tří zápasů se tak stal vítězem večera, do tabulky získal 5 bodů a finanční odměnu 10 000 liber. Finalista získal 3 body a semifinalisté body 2. Celkem se odehrálo 16 soutěžních večerů, přičemž do 14 z nich byly čtvrtfinálové duely předlosovány tak, aby se všichni potkali dvakrát. V 8. a 16. kole byly soutěžní dvojice určeny podle tabulky. Po odehrání všech kol se čtveřice nejlepších probojovala do finálového play-off.

## Sponzoři
Turnaj měl od svého založení v roce 2005 osm hlavních sponzorů. Řadí se mezi ně 888.com (2005, 2011), Holsten (2006, 2007), Whyte and Mackay (2008–2010), McCoy's (2012, 2013), Betway (2014–2017), Unibet (2018–2021), Cazoo (2022–2023) a BetMGM, který je hlavním sponzorem turnaje od roku 2024.

## Seznam finálových zápasů
| Rok  | Finálový turnaj                | Finálový turnaj | Finálový turnaj              | Finálový turnaj | Finálový turnaj                      | Turnaje         | Turnaje     | Turnaje  | Turnaje            |
| Rok  | Vítěz (průměr ve finále)       | Skóre           | Finalista (průměr ve finále) | Počet legů      | Místo konání                         | Finanční odměna | Počet hráčů | Lokality | Vítěz ligy         |
| ---- | ------------------------------ | --------------- | ---------------------------- | --------------- | ------------------------------------ | --------------- | ----------- | -------- | ------------------ |
| 2005 | Phil Taylor (101.01)           | 16–4            | Colin Lloyd (97.20)          | 31              | G-Mex, Manchester                    | £150,000        | 7           | 11       | Phil Taylor        |
| 2006 | Phil Taylor (101.41)           | 16–6            | Roland Scholten (92.01)      | 31              | Plymouth Pavilions, Plymouth         | £167,500        | 7           | 11       | Phil Taylor        |
| 2007 | Phil Taylor (99.20)            | 16–6            | Terry Jenkins (90.81)        | 31              | The Brighton Centre, Brighton        | £265,000        | 8           | 15       | Phil Taylor        |
| 2008 | Phil Taylor (108.36)           | 16–8            | James Wade (100.14)          | 31              | Cardiff International Arena, Cardiff | £340,000        | 8           | 15       | Phil Taylor        |
| 2009 | James Wade (90.38)             | 13–8            | Mervyn King (85.83)          | 25              | Wembley Arena, Londýn                | £405,000        | 8           | 15       | Phil Taylor        |
| 2010 | Phil Taylor (111.67)           | 10–8            | James Wade (100.08)          | 19              | Wembley Arena, Londýn                | £410,000        | 8           | 15       | Phil Taylor        |
| 2011 | Gary Anderson (94.67)          | 10–4            | Adrian Lewis (85.75)         | 19              | Wembley Arena, Londýn                | £410,000        | 8           | 15       | Phil Taylor        |
| 2012 | Phil Taylor (97.08)            | 10–7            | Simon Whitlock (95.32)       | 19              | O2 Arena, Londýn                     | £450,000        | 8           | 15       | Phil Taylor        |
| 2013 | Michael van Gerwen (103.29)    | 10–8            | Phil Taylor (104.10)         | 19              | O2 Arena, Londýn                     | £520,000        | 10          | 15       | Michael van Gerwen |
| 2014 | Raymond van Barneveld (101.93) | 10–6            | Michael van Gerwen (102.98)  | 19              | O2 Arena, Londýn                     | £550,000        | 10          | 16       | Michael van Gerwen |
| 2015 | Gary Anderson (104.85)         | 11–7            | Michael van Gerwen (105.81)  | 21              | O2 Arena, Londýn                     | £700,000        | 10          | 16       | Michael van Gerwen |
| 2016 | Michael van Gerwen (104.68)    | 11–3            | Phil Taylor (98.84)          | 21              | O2 Arena, Londýn                     | £725,000        | 10          | 16       | Michael van Gerwen |
| 2017 | Michael van Gerwen (104.76)    | 11–10           | Peter Wright (101.06)        | 21              | O2 Arena, Londýn                     | £825,000        | 10          | 16       | Michael van Gerwen |
| 2018 | Michael van Gerwen (112.37)    | 11–4            | Michael Smith (97.01)        | 21              | O2 Arena, Londýn                     | £825,000        | 10          | 15       | Michael van Gerwen |
| 2019 | Michael van Gerwen (103.36)    | 11–5            | Rob Cross (100.98)           | 21              | O2 Arena, Londýn                     | £825,000        | 9           | 16       | Michael van Gerwen |
| 2020 | Glen Durrant (91.84)           | 11–8            | Nathan Aspinall (92.15)      | 21              | Ricoh Arena, Coventry                | £825,000        | 9           | 8        | Glen Durrant       |
| 2021 | Jonny Clayton (100.18)         | 11–5            | José de Sousa (100.53)       | 21              | Marshall Arena, Milton Keynes        | £825,000        | 10          | 1        | Michael van Gerwen |
| 2022 | Michael van Gerwen (99.10)     | 11–10           | Joe Cullen (99.36)           | 21              | Mercedes-Benz Arena, Berlín          | £1 000 000      | 8           | 17       | Jonny Clayton      |
| 2023 | Michael van Gerwen (105.43)    | 11–5            | Gerwyn Price (99.50)         | 21              | O2 Arena, Londýn                     | £1 000 000      | 8           | 17       | Gerwyn Price       |
| 2024 | Luke Littler (105.60)          | 11–7            | Luke Humphries (102.47)      | 21              | O2 Arena, Londýn                     | £1 000 000      | 8           | 17       | Luke Littler       |
| 2025 | Luke Humphries (97.86)         | 11–8            | Luke Littler (100.29)        | 21              | O2 Arena, Londýn                     | £1 000 000      | 8           | 17       | Luke Littler       |

## Rekordy a statistiky
Aktuální k 29. květnu 2025

### Počet účastí ve finále
| Pořadí | Hráč                  | Vítězství | Finalista | Finále celkem | Celkem na turnaji |
| ------ | --------------------- | --------- | --------- | ------------- | ----------------- |
| 1      | Michael van Gerwen    | 7         | 2         | 9             | 13                |
| 2      | Phil Taylor           | 6         | 2         | 8             | 13                |
| 3      | Gary Anderson         | 2         | 0         | 2             | 11                |
| 4      | James Wade            | 1         | 2         | 3             | 12                |
| 5      | Luke Humphries        | 1         | 1         | 2             | 2                 |
| 5      | Luke Littler          | 1         | 1         | 2             | 2                 |
| 7      | Raymond van Barneveld | 1         | 0         | 1             | 14                |
| 7      | Jonny Clayton         | 1         | 0         | 1             | 2                 |
| 7      | Glen Durrant          | 1         | 0         | 1             | 2                 |
| 10     | Peter Wright          | 0         | 1         | 1             | 11                |
| 10     | Adrian Lewis          | 0         | 1         | 1             | 10                |
| 10     | Gerwyn Price          | 0         | 1         | 1             | 7                 |
| 10     | Michael Smith         | 0         | 1         | 1             | 7                 |
| 10     | Rob Cross             | 0         | 1         | 1             | 6                 |
| 10     | Simon Whitlock        | 0         | 1         | 1             | 6                 |
| 10     | Nathan Aspinall       | 0         | 1         | 1             | 5                 |
| 10     | Terry Jenkins         | 0         | 1         | 1             | 5                 |
| 10     | Colin Lloyd           | 0         | 1         | 1             | 3                 |
| 10     | Roland Scholten       | 0         | 1         | 1             | 3                 |
| 10     | Mervyn King           | 0         | 1         | 1             | 2                 |
| 10     | Joe Cullen            | 0         | 1         | 1             | 1                 |
| 10     | José de Sousa         | 0         | 1         | 1             | 1                 |

- Aktivní hráči jsou vyznačeni tučně
- V tabulce jsou pouze hráči, kteří se účastnili finále
- V případě stejného výsledku jsou hráči řazeni abecedně

### Vítězové podle zemí
| Země       | Hráči | Celkem | První titul | Poslední titul |
| ---------- | ----- | ------ | ----------- | -------------- |
| Anglie     | 5     | 10     | 2005        | 2025           |
| Nizozemsko | 2     | 8      | 2013        | 2023           |
| Skotsko    | 1     | 2      | 2011        | 2015           |
| Wales      | 1     | 1      | 2021        | 2021           |

### Zakončení devíti šipkami
Na turnaji se povedlo celkem 19krát zakončit leg devítkou, tedy nejnižším možným množstvím šipek. Úspěšných bylo 12 hráčů, poprvé v roce 2006 Raymond van Barneveld, naposledy v roce 2025 Gerwyn Price.
| Hráč                  | Rok (+ kolo)     | Místo konání  | Způsob                               | Soupeř                | Výsledek |
| --------------------- | ---------------- | ------------- | ------------------------------------ | --------------------- | -------- |
| Raymond van Barneveld | 2006, 5. týden   | Bournemouth   | 3 × T20; 3 × T20; T20, T19, D12      | Peter Manley          | 8–3      |
| Raymond van Barneveld | 2010, 12. týden  | Aberdeen      | 3 × T20; 3 × T20; T20, T19, D12      | Terry Jenkins         | 8–6      |
| Phil Taylor           | 2010, finále     | Londýn        | T20, 2 × T19; 3 × T20; T20, T17, D18 | James Wade            | 10–8     |
| Phil Taylor           | 2010, finále     | Londýn        | 3 × T20; 3 × T20; T20, T19, D12      | James Wade            | 10–8     |
| Phil Taylor           | 2012, 2. týden   | Aberdeen      | 3 × T20; T20, 2 × T19; T20, T17, D18 | Kevin Painter         | 8–5      |
| Simon Whitlock        | 2012, semifinále | Londýn        | 3 × T20; 3 × T20; T20, T15, D18      | Andy Hamilton         | 8–6      |
| Adrian Lewis          | 2016, 11. týden  | Belfast       | 3 × T20; 2 × T20, T19; 2 × T20, D12  | James Wade            | 7–5      |
| Adrian Lewis          | 2017, 11. týden  | Liverpool     | 3 × T20; 3 × T20; T20, T19, D12      | Raymond van Barneveld | 7–4      |
| Michael Smith         | 2020, 4. týden   | Dublin        | 3 × T20; 3 × T20; T20, T19, D12      | Daryl Gurney          | 7–5      |
| Peter Wright          | 2020, 11. večer  | Milton Keynes | 3 × T20; 3 × T20; T20, T19, D12      | Daryl Gurney          | 6–8      |
| Jonny Clayton         | 2021, 3. večer   | Milton Keynes | 3 × T20; 3 × T20; T20, T19, D12      | José de Sousa         | 6–8      |
| José de Sousa         | 2021, 4. večer   | Milton Keynes | 3 × T20; 3 × T20; T20, T19, D12      | Nathan Aspinall       | 6–6      |
| Gerwyn Price          | 2022, 3. večer   | Belfast       | 2 × T20, T19; 3 × T20; 2 × T20, D12  | Michael van Gerwen    | 6–5      |
| Gerwyn Price          | 2022, 3. večer   | Belfast       | 3 × T20; 3 × T20; T19, T20, D12      | James Wade            | 6–4      |
| Gerwyn Price          | 2024, 10. večer  | Manchester    | 3 × T20; 3 × T20; T19, T20, D12      | Michael Smith         | 6–3      |
| Luke Littler          | 2024, finále     | Londýn        | 3 × T20, 3 × T20; T20, T19, D12      | Luke Humphries        | 11–7     |
| Luke Humphries        | 2025, 5. večer   | Brighton      | 3 × T20, 3 × T20; T20, T19, D12      | Rob Cross             | 4–6      |
| Rob Cross             | 2025, 5. večer   | Brighton      | 3 × T20; 3 × T20; T19, T16, D18      | Nathan Aspinall       | 5–6      |
| Luke Littler          | 2025, 7. večer   | Cardiff       | 3 × T20, 3 × T20; T20, T17, D15      | Michael van Gerwen    | 6–4      |
| Gerwyn Price          | 2025, 10. večer  | Manchester    | 3 × T20, 3 × T20; T19, T20, D12      | Luke Littler          | 3–6      |
| Gerwyn Price          | 2025, 15. večer  | Aberdeen      | 3 × T20, 3 × T20; T19, T20, D12      | Stephen Bunting       | 4–6      |

### Rekordy
- Nejvíce titulů: 7 – Michael van Gerwen[5]
- Nejvíce účastí na turnaji: 14 – Raymond van Barneveld[5]
- Nejvíce odehraných zápasů: 211 – Raymond van Barneveld
- Nejdelší doba bez porážky: 44 zápasů – Phil Taylor (2005–2008)
- Největší vítězství (liga): 11–1 Phil Taylor vs. Wayne Mardle (2005), 11–1 Phil Taylor vs. Peter Manley (2005)
- Největší vítězství (play-off): 16–4 Phil Taylor vs. Colin Lloyd (finále 2005)
- Nejvíce 180 jednoho hráče v jednom zápasu: 11 – Gary Anderson vs. Simon Whitlock (2011),[5][6] José de Sousa vs. Nathan Aspinall (2021)[4]
- Nejvíce průměru 100+ v sezóně: 18 – Michael van Gerwen (2017). Zároveň se stal prvním hráčem, který měl průměr přes 100 v každém zápase sezóny.
- Nejvyšší průměr v zápasu: 123,40 – Michael van Gerwen (2016)
- Nejvyšší celkový průměr ve skupině: 107,95 – Phil Taylor (2012)
- Nejnižší celkový průměr ve skupině: 86,36 – Glen Durrant (2021)
- Nejvyšší průměr ve finále: 112,37 – Michael van Gerwen (2018)
- Nejvíce bodů v jednom ročníku: 45 – Luke Littler (2025)

#### Debakly
| Rok  | Hráč                  | Skóre | Hráč                  |
| ---- | --------------------- | ----- | --------------------- |
| 2007 | Terry Jenkins         | 0–8   | Colin Lloyd           |
| 2008 | Phil Taylor           | 8–0   | Wayne Mardle          |
| 2012 | James Wade            | 8–0   | Simon Whitlock        |
| 2014 | Phil Taylor           | 0–7   | Michael van Gerwen    |
| 2015 | James Wade            | 0–7   | Michael van Gerwen    |
| 2016 | Robert Thornton       | 0–7   | Dave Chisnall         |
| 2016 | Robert Thornton       | 0–7   | Phil Taylor           |
| 2017 | Adrian Lewis          | 0–7   | Michael van Gerwen    |
| 2018 | Raymond van Barneveld | 0–7   | Michael Smith         |
| 2019 | Daryl Gurney          | 0–7   | James Wade            |
| 2020 | Jermaine Wattimena    | 0–7   | Gerwyn Price          |
| 2021 | Glen Durrant          | 0–7   | Dimitri Van den Bergh |
| 2022 | Michael van Gerwen    | 6–0   | Peter Wright          |
| 2023 | Michael van Gerwen    | 0–6   | Chris Dobey           |
| 2023 | Michael van Gerwen    | 6–0   | Nathan Aspinall       |
| 2025 | Luke Littler          | 6–0   | Stephen Bunting       |

### Nejvyšší průměry
| Deset nejvyšších průměrů v jednom zápasu | Deset nejvyšších průměrů v jednom zápasu | Deset nejvyšších průměrů v jednom zápasu | Deset nejvyšších průměrů v jednom zápasu | Deset nejvyšších průměrů v jednom zápasu |
| Průměr                                   | Hráč                                     | Rok (+ kolo)                             | Soupeř                                   | Výsledek                                 |
| ---------------------------------------- | ---------------------------------------- | ---------------------------------------- | ---------------------------------------- | ---------------------------------------- |
| 123,40                                   | Michael van Gerwen                       | 2016, 4. týden                           | Michael Smith                            | 7–1                                      |
| 119,50                                   | Peter Wright                             | 2017, 5. týden                           | Adrian Lewis                             | 7–2                                      |
| 118,43                                   | Luke Humphries                           | 2025, 10. týden                          | Stephen Bunting                          | 6–1                                      |
| 117,95                                   | Michael van Gerwen                       | 2016, 10. týden                          | Robert Thornton                          | 7–5                                      |
| 117,35                                   | Phil Taylor                              | 2012, 4. týden                           | Simon Whitlock                           | 8–4                                      |
| 116,90                                   | Michael van Gerwen                       | 2015, 12. týden                          | James Wade                               | 7–0                                      |
| 116,67                                   | Michael van Gerwen                       | 2016, 5. týden                           | Peter Wright                             | 7–2                                      |
| 116,10                                   | Phil Taylor                              | 2012, 13. týden                          | James Wade                               | 8–1                                      |
| 116,01                                   | Phil Taylor                              | 2009, 12. týden                          | John Part                                | 8–3                                      |
| 115,97                                   | Gerwyn Price                             | 2023, 11. týden                          | Chris Dobey                              | 6–2                                      |

| Pět nejvyšších průměrů na celém turnaji | Pět nejvyšších průměrů na celém turnaji | Pět nejvyšších průměrů na celém turnaji |
| Průměr                                  | Hráč                                    | Rok                                     |
| --------------------------------------- | --------------------------------------- | --------------------------------------- |
| 107,48                                  | Michael van Gerwen                      | 2016                                    |
| 106,73                                  | Phil Taylor                             | 2012                                    |
| 105,26                                  | Michael van Gerwen                      | 2015                                    |
| 104,68                                  | Michael van Gerwen                      | 2017                                    |
| 104,11                                  | Michael van Gerwen                      | 2018                                    |